# Denis Defforey
Pour les articles homonymes, voir Famille Defforey.
Denis Defforey, né le 7 juillet 1925 à Lagnieu et mort le 6 février 2006 à Genève en Suisse,, est le cofondateur, l'actionnaire et un dirigeant du célèbre groupe de distribution français Carrefour. Il est inhumé à Vaux-en-Bugey près de Lagnieu.
Il est l'oncle d'Antoine de Galbert.

## Carrière
Lors de leur rencontre avec Marcel Fournier en 1959, Denis travaillait dans l'entreprise familiale, Badin-Defforey, implantée à Lagnieu avec son père Louis et son frère Jacques, grossiste en alimentation, entreprise qui sera transférée à Saint-Sorlin-en-Bugey près de Lagnieu dans l'Ain. Ils employaient 250 personnes et desservaient une cinquantaine de succursales et un demi-millier de clients. Marcel Fournier et Denis Defforey se rencontrent à la « Gagmi » (Groupement d'achats des grands magasins indépendants). Spécialisé dans la mercerie et cherchant à se diversifier dans l'alimentaire discount, craignant l'arrivée d'Édouard Leclerc dans la ville. Il s'entend en janvier 1960 avec les Defforey pour l'approvisionner et est rapidement victime de son succès. Les 200 m2 de son magasin libre-service discount dans les sous-sols de la mercerie familiale diversifiée dans le textile, rue Vaugelas à Annecy, s'avèreront vite insuffisants pour répondre à la demande. En juin 1960, il s'associe avec Denis Defforey pour ouvrir un supermarché à l'angle de l'avenue Parmelan et de la rue André Theuriet.
Ils ouvriront ensemble le tout premier hypermarché français, en 1963, à Sainte-Geneviève-des-Bois au sud de Paris. 
Par ailleurs, la famille Badin-Defforey a donné son nom à une centrale régionale, Comptoirs Modernes Badin-Defforey (CMBD), de l'ancien groupe de distribution les comptoirs modernes qui a été racheté en 1998 par le groupe Carrefour.
Denis Defforey a présidé le directoire du groupe de 1985 à 1990, puis a été membre du conseil de surveillance jusqu'en 1995. Il quitta la direction du groupe en 1990 pour raison d'âge : le règlement du directoire limitant l'âge de ses membres pour pouvoir siéger à 65 ans. À la suite de son départ, le groupe se lança dans une politique de croissance externe avec en 1991 le rachat des magasins Montlaur et Euromarché. Il avait jusqu'alors privilégié la croissance interne : 

« Ce n’est pas la taille qui fait la force, c’est la force qui fait la taille. Et la croissance interne est beaucoup plus profitable que les acquisitions. »

— Denis Defforey